# Bārsoi
Bārsoi är en ort i Indien.   Den ligger i distriktet Katihar och delstaten Bihar, i den östra delen av landet, 1 100 km öster om huvudstaden New Delhi. Bārsoi ligger 38 meter över havet och antalet invånare är 29 962.
Terrängen runt Bārsoi är mycket platt. Runt Bārsoi är det tätbefolkat, med 819 invånare per kvadratkilometer. Bārsoi är det största samhället i trakten. Trakten runt Bārsoi består till största delen av jordbruksmark.